# Roza Papo
Roza Papo, bosansko-hercegovska generalica in farmacevtka sefardsko-judovskega rodu, * 6. februar 1914, † 25. februar 1984.
Roza Papo je edina ženska, ki je dosegla generalski čin v JLA.

## Življenjepis
Leta 1941 se je pridružila NOVJ in leta 1943 vstopila še v KPJ. Med vojno je bila na več medicinsko-farmacevtskih položajih.
Po vojni je bila načelnica klinike VMA, profesorica na VMA, predsednica Glavne vojaškolekarniške komisije JLA,...